# Aeroportul Enrique Adolfo Jiménez
Aeroportul Enrique Adolfo Jiménez (IATA: ONX, ICAO: MPEJ) este un aeroport din Ciudad de Colón⁠(d), Provincia Colón, Panama.
Situat la o altitudine de 8 m, aeroportul dispune de o singură pistă.